# Pierre Elle
Pierre Elle, gen. Ferdinand (Nachname auch: Helle oder Elie; * 20. März 1617 in Paris; † 5. September 1665 ebenda), war ein französischer Maler und Verleger aus einer bekannten Künstlerfamilie. Er ist auch als Pierre Ferdinand Elle bekannt.

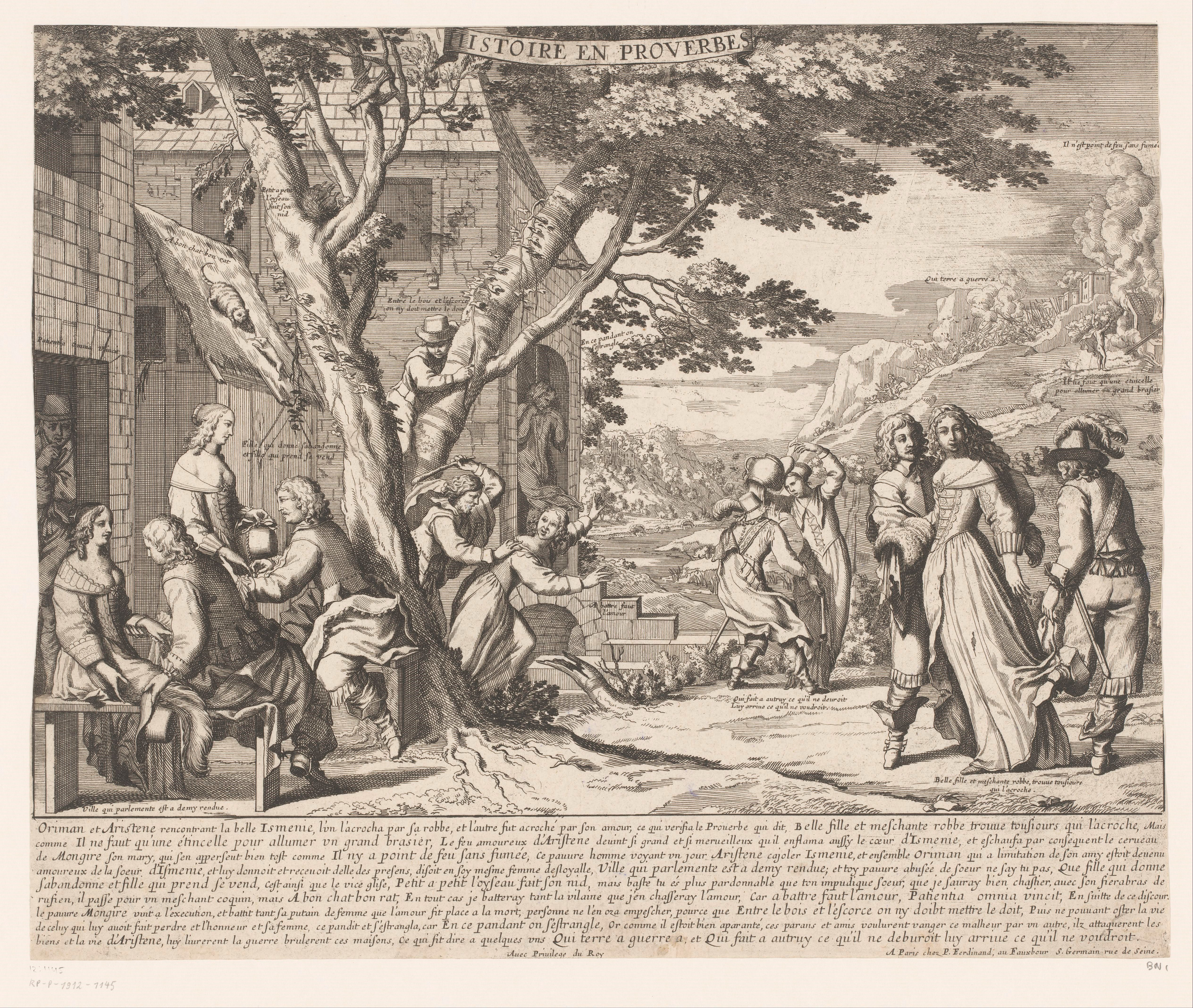
Histoire en proverbes (Geschichte in Sprichwörtern), Druck von „Pierre Ferdinand“, Paris, um 1645–55. Rijksmuseum, Amsterdam

Er war ein Sohn des Malers Ferdinand Elle und jüngerer Bruder von Louis Elle d. Ä. und nannte sich ebenso wie diese beiden nach dem väterlichen Vor- und Künstlernamen „Ferdinand“. Pierre hatte offenbar eine gute und enge Beziehung zu seinem Bruder Louis, mit dem zusammen er 1653 ein Haus erwarb. Zeitlebens wohnten die Brüder im gleichen Haus.
Über Pierre ist nur wenig bekannt. 1642 reiste er nach Amsterdam und heiratete vor September 1643 seine erste Frau Anne Cattier. Seine zweite Frau hieß Philibertine de Lespine.
Er scheint vor allem als Verleger von Kupferstichen gearbeitet zu haben und veröffentlichte neben Werken seines Bruders unter anderem auch solche des Miniaturmalers Samuel-Jacques Bernard. Außerdem arbeitete er mit Pierre Mariette dem Älteren und dem Jüngeren  (Vorfahren des bekannten Pierre-Jean Mariette) zusammen. Von ihm gedruckte Kupferstiche sind signiert mit „P. Ferdinand“.
Wenn er alle 70 Gemälde, die in seinem Inventar verzeichnet sind, selber malte, war er nicht nur Porträtist, sondern auch Landschaftsmaler und schuf eventuell auch Allegorien. Gemälde von seiner Hand sind jedoch bisher nicht identifiziert.